# Vivien Beil
Vivien Beil (Jena, 12 dicembre 1995) è una calciatrice tedesca, di ruolo centrocampista.

## Carriera

### Club e calcio universitario
Beil ha iniziato la sua carriera all'età di sette anni nelle giovanili del Carl Zeiss Jena, giocando con i maschietti nella formazione G-Jugend fino al 2008, anno in cui si trasferisce allo Jena, la sua prima squadra interamente femminile.
Le sue prestazioni nel campionato B-Juniorin sono ben presto riconosciute tanto da essere premiata come talento dell'anno (Talent des Jahres) dalla città di Jena nel 2010.
Dall'estate 2011 Beil viene aggregata alla squadra titolare che disputa la Frauen-Bundesliga, il livello di vertice del campionato tedesco femminile di calcio. Inizia la stagione debuttando il 14 agosto Coppa di Germania, rilevando Lisa Seiler al 69' nell'incontro dominato sulle avversarie del TeBe Berlino e dove all'88' sigla la rete che fissa il risultato sul 10-1, e una settimana più tardi in campionato, alla 1ª giornata, rilevando Julia Arnold al 64' nell'incontro casalingo perso 3-0 con il Wolfsburg. Per la prima rete in campionato deve attendere il 20 maggio 2012, 21ª giornata, in trasferta contro il Bayer Leverkusen, dove al 41' apre le marcature nell'incontro che vedrà poi prevalere le padrone di casa per 3-2.
Il 19 luglio 2012, assieme al portiere italiano Katja Schroffenegger, sottoscrive con lo Jena il suo primo contratto professionistico, il rinnovo annuale con scadenza 30 giugno 2013. Rimane legata alla squadra fino al termine della stagione 2014-2015, congedandosi dalla società con sede nella natia Jena con un tabellino personale di 56 presenze e 3 reti siglate in campionato, alle quali si aggiunge un'unica presenza nella squadra riserve, Carl Zeiss Jena II, il 4 maggio 2014, nell'incontro del girone North della 2. Frauen-Bundesliga vinto in trasferta 4-1 sul FFV Lipsia, e 9 incontri con una rete in Coppa di Germania (DFB-Pokal der Frauen).
La decisione è correlata al suo trasferimento negli Stati Uniti d'America per approfondire il percorso scolastico all'Università del Maine, con sede a Orono, Contea di Penobscot, in Maine, dove affianca agli studi di medicina l'attività agonistica nella squadra di calcio femminile universitario dell'ateneo, le Maine Black Bears.
Il 3 gennaio 2020 viene acquistata a titolo definitivo dal Napoli. per disputare la seconda parte della stagione 2019-2020 in Serie B, secondo livello del campionato italiano femminile di calcio. Il tecnico Giuseppe Marino riesce a utilizzarla in soli due incontri prima della sospensione del campionato a causa della pandemia di COVID-19 che aveva colpito l'Italia. Il torneo, definitivamente interrotto nella seconda metà di maggio 2020, ha poi decretato, con classifica finale redatta usando un coefficiente correttivo, la promozione in Serie A al Napoli, che era in testa alla classifica al momento dell'interruzione del torneo, e al San Marino.

### Nazionale
Beil inizia ad essere convocata dalla federazione calcistica della Germania (DFB) dal 2010, chiamata a rappresentare il proprio paese nelle nazionali giovanili inizialmente con la formazione Under-16, nazionale con cui debutta l'11 maggio 2011 a Tamai, nell'amichevole vinta per 2-0 sull'Italia under 17. In seguito viene chiamate per l'edizione di quell'anno della Nordic Cup dove segna la sua prima rete internazionale ad Äänekoski, in Finlandia, nell'incontro pareggiato 1-1 con le pari età dell'Islanda.

## Statistiche

### Presenze e reti nei club
Statistiche aggiornate al 15 settembre 2024.
| Stagione        | Squadra         | Campionato      | Campionato | Campionato | Coppe nazionali | Coppe nazionali | Coppe nazionali | Coppe continentali | Coppe continentali | Coppe continentali | Altre coppe | Altre coppe | Altre coppe | Totale | Totale |
| Stagione        | Squadra         | Comp            | Pres       | Reti       | Comp            | Pres            | Reti            | Comp               | Pres               | Reti               | Comp        | Pres        | Reti        | Pres   | Reti   |
| --------------- | --------------- | --------------- | ---------- | ---------- | --------------- | --------------- | --------------- | ------------------ | ------------------ | ------------------ | ----------- | ----------- | ----------- | ------ | ------ |
| 2011-2012       | Jena            | BL              | 16         | 1          | CG              | 3               | 1               | -                  | -                  | -                  | -           | -           | -           | 15     | ?      |
| 2012-2013       | Jena            | BL              | 15         | 1          | CG              | 2               | 0               | -                  | -                  | -                  | -           | -           | -           | 26     | ?      |
| 2013-2014       | Jena            | BL              | 10         | 0          | CG              | 4               | 0               | -                  | -                  | -                  | -           | -           | -           | 26     | -44    |
| 2014-2015       | Jena            | BL              | 6          | 0          | CG              | 0               | 0               | -                  | -                  | -                  | -           | -           | -           | 23     | -57    |
| Totale Jena     | Totale Jena     | Totale Jena     | 47         | 2          | -               | 9               | 1               | -                  | -                  | -                  | -           | -           | -           | 56     | 3      |
| 2020-2021       | Napoli          | A               | 19         | 4          | CI              | 2               | 0               | -                  | -                  | -                  | -           | -           | -           | 21     | 4      |
| 2021-2022       | Como            | B               | 18         | 2          | CI              | 3               | 0               | -                  | -                  | -                  | -           | -           | -           | 21     | 2      |
| 2022-2023       | Como            | A               | 22         | 3          | CI              | 2               | 0               | -                  | -                  | -                  | -           | -           | -           | 14     | 2      |
| Totale Como     | Totale Como     | Totale Como     | 40         | 5          | -               | 5               | 0               | -                  | -                  | -                  | -           | -           | -           | 45     | 5      |
| 2023-2024       | Parma           | B               | 23         | 3          | CI              | 2               | 0               | -                  | -                  | -                  | -           | -           | -           | 25     | 3      |
| 2024-2025       | Napoli          | A               | 2          | 0          | CI              | -               | -               | -                  | -                  | -                  | -           | -           | -           | 2      | 0      |
| Totale Napoli   | Totale Napoli   | Totale Napoli   | 21         | 4          | -               | 2               | 0               | -                  | -                  | -                  | -           | -           | -           | 23     | 4      |
| Totale carriera | Totale carriera | Totale carriera | 131        | 14         | -               | 18              | 1               | -                  | -                  | -                  | -           | -           | -           | 149    | 15     |

## Palmarès

### Club
- Campionato italiano di Serie B: 2

Napoli: 2019-2020
Como: 2021-2022

### Nazionale
- Campionato d'Europa under 17: 1

2012